# Ranunculus weyleri
Ranunculus weyleri és una planta de la família Ranunculaceae endèmica de l'illa de Mallorca.
Aquesta planta és un petit hemicriptòfit que pot arribar als 30 cm d'alçària. Està format per un rizoma vertical curt i unes tiges que es disposen ajagudes sobre terra però amb l'àpex ascendent. Les fulles es reuneixen en una roseta basal, tenen el pecíol llarg i pelut, i el limbe, pelut i tripartit, sovint té una venositat blanquinosa. Els pètals, un poc més llargs que els sèpals, són rogencs pel revers i de color groc intens a l'anvers, característica d'on prové el seu nom popular. La forma de les fulles i l'hàbitat que ocupa permet diferenciar aquestes espècies d'altres del mateix gènere. La floració i fructificació s'estén de d'abril fins a juny.
Viu a les escletxes i peus de penyals de llocs ombrívols des dels 200 m fins als 1420 m. Hom troba poblacions al Puig Major i a la Coma Fosca, a la Serra de Tramuntana; a la Talaia de Moreia i a la Talaia Freda d'Artà, a la Serra de Llevant; i una petita població prop de Cala Mesquida, a Capdepera. Els llocs on viu, de difícil accés, disminueix les amenaces d'origen antròpic. La principal amenaça és l'herviboria de cabres.